# Сільське господарство Пакистану

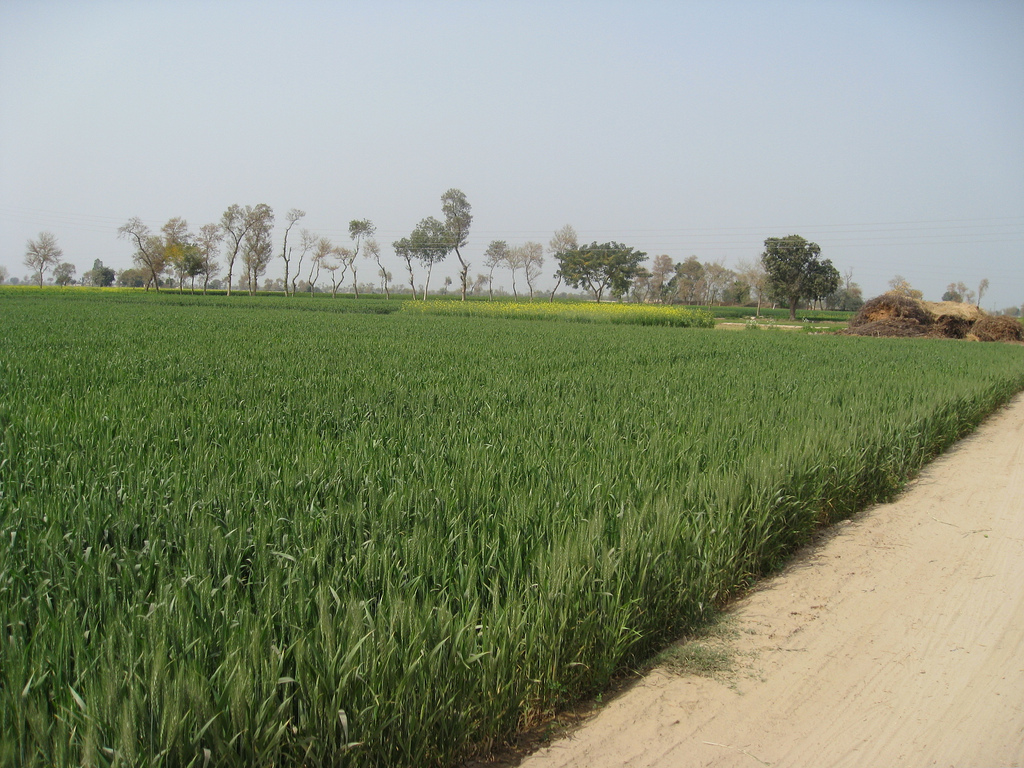
Поля пшениці в хліборобськім краї Пенджаб

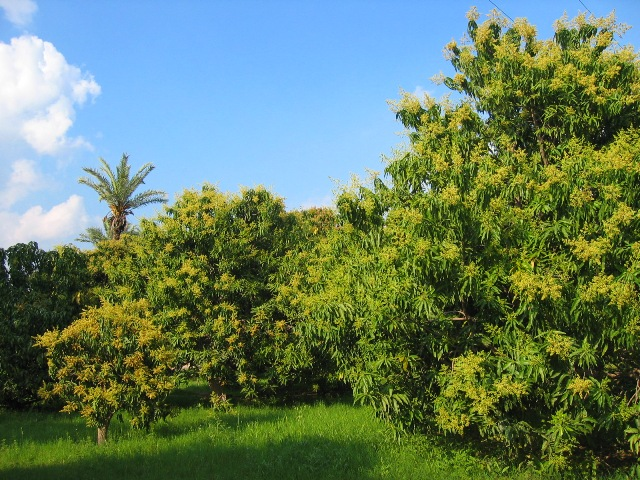
Плантації манго поблизу міста Мултан, провінція Пенджаб, Пакистан

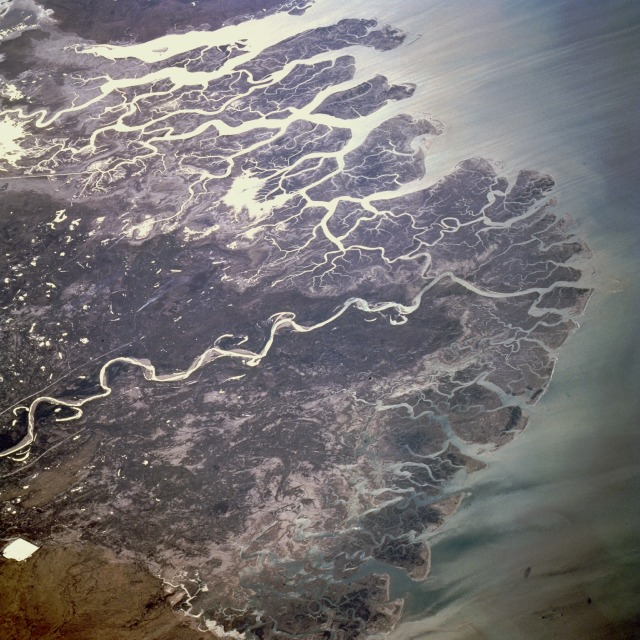
Супутниковий знімок дельти Інду

Основні природні ресурси Пакистану — орна земля і вода. Приблизно 25 % землі обробляється й зрошується однією з найбільших іригаційних систем у світі. Аграрний сектор становить 23 % ВВП, задіяно 44 % робочої сили країни. Пакистан — один з найбільших у світі виробників і постачальників сільськогосподарської продукції.

## Рослинництво
Головна культура країни — пшениця (Пенджаб). У 2005 році Пакистан виростив 21 591,4 тонн пшениці, це більше ніж вся Африка (20 304,5 тонн) і майже стільки, скільки вся Південна Америка (24 557,8 тонни). Пакистан — один з найбільших у світі виробників і постачальників наступних культур:
- нуту (2-й у світі)
- абрикос (4-й у світі)
- бавовни (4-й у світі)
- цукрового очерету (4-й у світі)
- цибулі (5-й у світі)
- фініків (6-й у світі)
- манго (7-й у світі)
- мандаринів (8-й у світі)
- рису (8-й у світі)
- пшениці (9-й у світі)
- апельсинів (10-й у світі)

## Скотарство
Пакистан — 5-й у світі виробник і постачальник молока — 29,472 млн тонн. Скотарство привносить приблизно половину цінності в аграрному секторі, складаючи майже 11 % ВВП. Національне стадо складається з 24,2 млн голів рогатої худоби, 24,9 млн голів овець, 56,7 млн голів кіз і 800 тис. верблюдів. Сектор свійської птиці становить 530 млн птахів на рік. Воно дає щорічно 1,115 млн тонн яловичини, 0,740 млн тонн баранини, 0,416 млн тонн м'яса свійської птиці, 8,528 млрд яєць, 40,2 тис. тонн шерсті, 21,5 тис. тонн волосся і 51,2 млн шкір.

## Риболовля
Рибальство грає важливу роль в народному господарстві. Воно забезпечує зайнятість близько 400 тис. рибаків безпосередньо. Крім того, ще 500 тис. чоловік використовуються в допоміжній промисловості. Це — також головне джерело експортних надходжень. У травні липня 2002-03 було експортовано з Пакистану риби і продукція рибальства за оцінкою на 117 мільйонів доларів США. Федеральний Уряд відповідальний за рибальство у винятковій економічній зоні Пакистану.
Основними рибними гаванями Пакистану є: Рибальства Карачі Встають на якір.
- рибний порт Карачі управляється провінційним урядом Сінд і забезпечує близько 90 % вилову риби і дарів моря в Пакистані і 95 % з рибного експорту з Пакистану.
- рибний порт Корангі управляється Федеральним Міністерством Продовольства, сільського Господарства і Худоби.
- рибний порт Пасні керується провінційним урядом Бедуджистану
- рибний порт Гвадар керований Федеральним Міністерством Зв'язку.

Федеральне Бюро Статистики тимчасово оцінило цей сектор в 18290 мільйонів рупій в 2005, реєструючи понад 10 % зростання починаючи з 2000.

## Лісове господарство
Федеральне Бюро Статистики тимчасово оцінило цей сектор в 25637 мільйонів рупій в 2005, реєструючи понад 3 % зниження починаючи з 2000.

## Виноски
1. 1 2 3 4 5  Статистичні дані за 2005. Організація ООН з питань продовольства і сільського господарства FAO
2. 1 2  Gross National Product of Pakistan (at current factor cost) [Архівовано 19 червня 2007 у Wayback Machine.](англ.)